# Ausreisepflicht
Unter Ausreisepflicht wird in Deutschland die rechtliche Verpflichtung verstanden, das deutsche Hoheitsgebiet zu verlassen. Die Ausreisepflicht betrifft im Allgemeinen Personen, die nicht die deutsche Staatsangehörigkeit besitzen und in Deutschland über ein Aufenthaltsrecht nicht oder nicht mehr verfügen.
Im Jahr 2022 lebten in Deutschland knapp 300.000 ausreisepflichtige Menschen.

## Begriff
Der Begriff geht auch in der Rechtssprache nicht über die umgangssprachliche Bedeutung hinaus. Er wird in § 50 AufenthG legaldefiniert:
§ 50 Abs. 1 und 2 AufenthG bestimmt, dass ein Ausländer zur Ausreise verpflichtet ist, wenn er einen erforderlichen Aufenthaltstitel nicht oder nicht mehr besitzt und ein Aufenthaltsrecht nach dem Assoziationsabkommen EWG/Türkei nicht oder nicht mehr besteht. Ein Ausländer hat das Bundesgebiet unverzüglich oder, wenn ihm eine Ausreisefrist gesetzt ist, bis zum Ablauf der Frist zu verlassen.
Die Ausreisefrist beträgt bei Drittstaatsangehörigen in der Regel zwischen 7 und 30 Tagen (§ 59 Abs. 1 AufenthG), bei Personen, bei denen der Verlust des Rechts auf Einreise und Aufenthalt im Rahmen der europarechtlichen Freizügigkeit festgestellt wurde (EWR-Bürger und ihre Familienangehörigen), in der Regel mindestens einen Monat (§ 7 Abs. 1 Satz 3 FreizügG/EU). Die Länge der Ausreisefrist wird durch den Bescheid, mit dem eine aufenthaltsbeendende Maßnahme verfügt wird, konkretisiert.
Auch an anderen Stellen außerhalb des Aufenthaltsrechts wird der Begriff vom deutschen Gesetzgeber verwendet. Mit dem Bestehen der Ausreisepflicht enden manchmal Leistungsansprüche, beispielsweise bei der Grundsicherung für Arbeitssuchende (§ 7 Abs. 1 Satz 6 SGB II), bei der außerbetrieblichen Berufsausbildung für junge Menschen (§ 76 Abs. 6 Satz 5 SGB III) und bei der Sozialhilfe (§ 23 Abs. 3 Satz 9 SGB XII).
In europäischen Rechtsvorschriften kommt der Begriff der Ausreisepflicht bislang nicht vor.

## Vollziehbarkeit der Ausreisepflicht
Der erweiterte Terminus der Vollziehbarkeit der Ausreisepflicht hat demgegenüber eine eigenständige Bedeutung und ist als solcher ein Rechtsbegriff, der in § 58 des deutschen Aufenthaltsgesetzes legaldefiniert wird. Erst die Vollziehbarkeit der Ausreisepflicht bedeutet für den Betroffenen, dass er nun jederzeit abgeschoben werden kann.
Der Eintritt der Vollziehbarkeit der Ausreisepflicht begründet gegenüber der Ausländerbehörde die Rechtspflicht (kein Ermessen!), den Betroffenen abzuschieben, also die bestehende Ausreisepflicht zu vollstrecken (§ 58 Abs. 1 Satz 1 AufenthG). Regelmäßig wird, wenn nicht in ein Nachbarland abgeschoben werden soll, für die Abschiebung der Luftweg gewählt. Abschiebungen auf dem Luftwege bedürfen der Vorbereitung und dürfen dem Betroffenen nicht mehr angekündigt oder sonst mitgeteilt werden (§ 59 Abs. 1 Satz 8 AufenthG). Abzuschiebende werden also in der Regel, wenn sie sich nicht aus anderen Gründen bereits in behördlichem Gewahrsam befinden (z. B. Abschiebungshaft), unvorbereitet am Tag vor oder am Tag der Abschiebung von der Ausländerbehörde und/oder der Polizei in ihrer Wohnung abgeholt und zu einem Flughafen gebracht. Dort warten sie auf das Boarding. In manchen Fällen, insbesondere wenn Widerstand geleistet wird, findet eine Begleitung durch die Bundespolizei, ggf. auch bis ins Heimatland, statt.
Die Vorschriften über die Vollziehbarkeit der Ausreisepflicht sind kompliziert und schwer verständlich. Das liegt auch daran, dass sich – je nach individuellem Verhalten der Behörde oder aber auch des Betroffenen – der Status der Vollziehbarkeit der Ausreisepflicht im Laufe eines ausländerrechtlichen Verfahrens mehrfach ändern kann, diese also zunächst einsetzt, dann wieder endet, durch eine neue Situation wieder einsetzt, bis sie vielleicht ein weiteres Mal endet. Insbesondere die behördliche Anordnung der sofortigen Vollziehung (§ 80 Abs. 2 Satz 1 Nr. 4 VwGO), Rechtsschutzanträge des Betroffenen bei den Verwaltungsgerichten und der Ausgang eines Rechtsschutzantrags können den Status alternieren lassen. Die Rechtslage ist zudem zwischen EWR-Bürgern und Drittstaatsangehörigen eine unterschiedliche.

### Drittstaatsangehörige
Rechtlicher Ausgangspunkt für Drittstaatsangehörige ist § 58 Abs. 2 Satz 1 AufenthG. Nach dieser Vorschrift ist die Ausreisepflicht vollziehbar, wenn der Ausländer
1. unerlaubt eingereist ist (§ 58 Abs. 2 Satz 1 Nr. 1 AufenthG); ob das der Fall ist, bestimmt sich nach § 14 AufenthG; hier ist aber zu beachten, dass nicht jedwede unerlaubte Einreise (z. B. mit dem „falschen“ Visum) ausreicht; dieser Grund wird zudem regelmäßig gegenstandslos, wenn der Betroffene später gestattet oder geduldet gewesen ist;[2]
2. noch nicht die erstmalige Erteilung des erforderlichen Aufenthaltstitels oder noch nicht die Verlängerung beantragt hat oder trotz erfolgter Antragstellung der Aufenthalt nicht nach § 81 Abs. 3 AufenthG als erlaubt oder der Aufenthaltstitel nach § 81 Abs. 4 AufenthG nicht als fortbestehend gilt (§ 58 Abs. 2 Satz 1 Nr. 2 AufenthG); diese Fallkonstellation setzt – wie alle anderen – immer die Ausreisepflicht voraus; wer als Positivstaater ins Bundesgebiet ohne Visum oder sonstigen Aufenthaltstitel eingereist ist, ist natürlich in den ersten 90 Tagen seines Aufenthalts nicht ausreisepflichtig; dann stellt sich aber auch die Frage der Vollziehbarkeit seiner Ausreisepflicht nicht, § 58 Abs. 2 Satz 1 Nr. 2 AufenthG ist hier nicht einschlägig;
3. auf Grund einer Rückführungsentscheidung eines anderen Mitgliedstaates der Europäischen Union gemäß Artikel 3 der Richtlinie 2001/40/EG des Rates vom 28. Mai 2001 über die gegenseitige Anerkennung von Entscheidungen über die Rückführung von Drittstaatsangehörigen (ABl. EG Nr. L 149, S. 34) ausreisepflichtig wird, sofern diese von der zuständigen Behörde anerkannt wird (§ 58 Abs. 2 Satz 1 Nr. 3 AufenthG); betreibt ein anderer Mitgliedstaat der Europäischen Union die Rückführung eines Ausländers und begibt sich der Ausländer nach Deutschland, ist er auch hier vollziehbar ausreisepflichtig, sobald die deutsche Ausländerbehörde die Rückführungsentscheidung der fremden Ausländerbehörde anerkannt hat;[3]

Im Übrigen ist die Ausreisepflicht erst vollziehbar, wenn die Versagung des Aufenthaltstitels oder der sonstige Verwaltungsakt, durch den der Ausländer nach § 50 Abs. 1 AufenthG ausreisepflichtig wird, vollziehbar ist (§ 58 Abs. 2 Satz 2 AufenthG). In diesem Zusammenhang ist vor allem § 84 Abs. 1 Nr. 1 AufenthG zu beachten: Mit der Ablehnung eines Antrags auf Erteilung oder Verlängerung einer Aufenthaltserlaubnis tritt die Vollziehbarkeit der Ausreisepflicht ein, da die hiergegen gerichtete Klage keine aufschiebende Wirkung hat. Nur ein erfolgreicher Antrag auf Anordnung der aufschiebenden Wirkung, der beim zuständigen Verwaltungsgericht gestellt werden muss (§ 80 Abs. 5 VwGO), kann die Vollziehbarkeit der Ausreisepflicht wieder entfallen lassen. Ist der Antrag rechtskräftig abgelehnt, tritt erneut Vollziehbarkeit der Ausreisepflicht ein.
Anders ist es bei Ausweisungen. Die gegen Ausweisungsverfügungen gerichteten Klagen haben grundsätzlich aufschiebende Wirkung. Damit liegt zwar Ausreisepflicht, nicht aber Vollziehbarkeit vor. Ordnet die Behörde mit der Ausweisung ausnahmsweise die sofortige Vollziehung ihrer Verfügung (§ 80 Abs. 2 Satz 1 Nr. 4 VwGO) an, setzt die Vollziehbarkeit der Ausreisepflicht wieder ein. Auch hier kann ein erfolgreicher Antrag auf Wiederherstellung der aufschiebenden Wirkung beim Verwaltungsgericht die Vollziehbarkeit der Ausreisepflicht wieder beseitigen.

### EWR-Bürger
§ 58 Abs. 2 AufenthG ist auf EWR-Bürger und ihre Familienangehörigen zwar grundsätzlich anwendbar, da seine Geltung für diesen Personenkreis nicht durch § 11 Abs. 2 FreizügG/EU ausgeschlossen wurde. In der Regel ist § 58 Abs. 2 Satz 1 AufenthG aber sachlich nicht einschlägig: EWR-Bürger dürfen jederzeit für 90 Tage nach Deutschland ohne Visum und Aufenthaltserlaubnis einreisen (§ 2 Abs. 4 und 5 FreizügG/EU), können in der Regel also nicht unerlaubt eingereist sein. Ausweisungen gegen sie sind erst möglich, wenn ihnen ihr Freizügigkeitsstatus aberkannt wurde. Sie benötigen im Normalfall auch für längere Aufenthaltsdauern keine Aufenthaltserlaubnis, die erteilt und ggf. verlängert werden müsste, sodass auch § 58 Abs. 2 Satz 2 AufenthG bei ihnen regelmäßig leer läuft (siehe hierzu Hauptartikel Aufenthaltsstatus (Deutschland)).
Wird bei einem EWR-Bürger oder seinem Familienangehörigen der Verlust des Rechts auf Einreise und Aufenthalt (§ 2 Abs. 1 FreizügG/EU i. V. mit § 2 Abs. 7, § 5 Abs. 4 oder § 6 Abs. 1 FreizügG/EU) festgestellt (das ist das europarechtliche Gegenstück zur Aufenthaltserlaubnis und Ausweisung), tritt zwar Ausreisepflicht ein (§ 7 Abs. 1 Satz 1 FreizügG/EU). Die hiergegen gerichtete Klage hat aber normalerweise aufschiebende Wirkung, sodass die Ausreisepflicht nicht vollziehbar ist.
Ordnet die Behörde ausnahmsweise die sofortige Vollziehung ihrer Verfügung (§ 80 Abs. 2 Satz 1 Nr. 4 VwGO) an, ist die Ausreisepflicht wieder vollziehbar. Hiergegen kann der EWR-Bürger einen Antrag auf Wiederherstellung der aufschiebenden Wirkung (§ 80 Abs. 5 VwGO) stellen. Anders als bei Drittstaatsangehörigen beseitigt bereits die Antragstellung den Wegfall der Vollziehbarkeit der Ausreisepflicht (§ 7 Abs. 1 Satz 4 FreizügG/EU). Erst der rechtskräftig abgelehnte Eilantrag stellt die Vollziehbarkeit der Ausreisepflicht erneut her.

### Nebenfolgen des Eintritts der Vollziehbarkeit der Ausreisepflicht
Nicht an die bloße Ausreisepflicht an sich, sondern erst an die Vollziehbarkeit der Ausreisepflicht knüpft der Gesetzgeber die Strafbarkeit eines weiteren Verbleibs (§ 95 Abs. 1 Nr. 2 AufenthG). Zugleich tritt mit der Vollziehbarkeit der Ausreisepflicht eine räumliche Beschränkung des Aufenthalts auf das Bundesland des Aufenthalts ein (§ 61 Abs. 1 Satz 1 AufenthG).

## Sozialrechtliche Aspekte
Vollziehbar ausreisepflichtige Personen können, sofern sie bedürftig sind, nur Sozialleistungen nach dem Asylbewerberleistungsgesetz beanspruchen (§ 1 Abs. 1 Nr. 5 AsylbG); Leistungen nach dem SGB II oder dem SGB XII sind ausgeschlossen (§ 7 Abs. 1 Satz 2 Nr. 3 SGB II und § 23 Abs. 2 SGB XII).
Der Gesetzgeber hat im AsylbLG ein mehrstufiges Leistungssystem geregelt, das von einem Geflecht von Ausnahmen und Gegenausnahmen geprägt ist. Eine ausreisepflichtige Person kann bis zur Ausreise grundsätzlich Grundleistungen nach § 3 AsylbLG oder Analogleistungen nach § 2 AsylbLG erhalten, sofern keine besonderen Einschränkungsgründe wie eine Einreise zum Zweck des Leistungsbezugs (§ 1a Abs. 2 AsylbLG) oder die missbräuchliche Beeinflussung der Aufenthaltsdauer (§ 1a Abs. 3 AsylbLG) vorliegen: In diesen Fällen werden von Beginn an nur eingeschränkte Leistungen nach § 1a AsylbLG gewährt. Lässt eine ausreisepflichtige Person einen feststehenden Ausreisetermin trotz bestehender Ausreisemöglichkeit verstreichen, so hat sie ab dem darauf folgenden Tag ebenfalls nur noch Anspruch auf eingeschränkte Leistungen (§ 1a Abs. 1 Satz 1 AsylbLG). Die Einschränkung greift allerdings nicht, wenn die Ausreise aus Gründen nicht vollzogen werden konnte, die der Ausländer nicht zu vertreten hat. Lehrbuchbeispiele dafür sind eine kurzfristig eingetretene, etwa krankheitsbedingte Reiseunfähigkeit des Ausländers oder ein wetterbedingtes Landeverbot am Zielort.
Der Gesetzgeber sieht in § 1a Abs. 1 Satz 1 AsylbLG ausdrücklich keinen völligen Verlust des Leistungsanspruchs, sondern lediglich eine Einschränkung des Anspruchs vor. Bei Anwendung der Anspruchseinschränkung werden regelmäßig nur noch Leistungen zur Deckung ihres Bedarfs an Ernährung und Unterkunft einschließlich Heizung sowie Körper- und Gesundheitspflege gewährt (§ 1a Abs. 1 Satz 2 AsylbLG). Die Leistungen werden regelmäßig als Sachleistung erbracht. Leistungen bei Krankheit, Schwangerschaft und Geburt nach § 4 AsylbLG stehen den Betroffenen auch im Anwendungsbereich von § 1a AsylbLG zu, allerdings ist die Öffnungsklausel des § 6 AsylbLG, die in begründeten Einzelfällen nach pflichtgemäßem Ermessen die Gewährung sonstiger Leistungen bis hin zur Eingliederungshilfe ermöglicht, in diesem Fall gesperrt. Die Anspruchseinschränkung ist auf grundsätzlich sechs Monate befristet; sie ist aber bei fortbestehender Pflichtverletzung darüber hinaus fortzusetzen, wenn die gesetzlichen Voraussetzungen der Anspruchseinschränkung weiterhin erfüllt werden (§ 14 AsylbLG). Das setzt allerdings nach Auffassung der Sozialgerichte zwingend eine Einzelfallprüfung durch den Sozialleistungsträger voraus.